# San Juan Islands National Monument

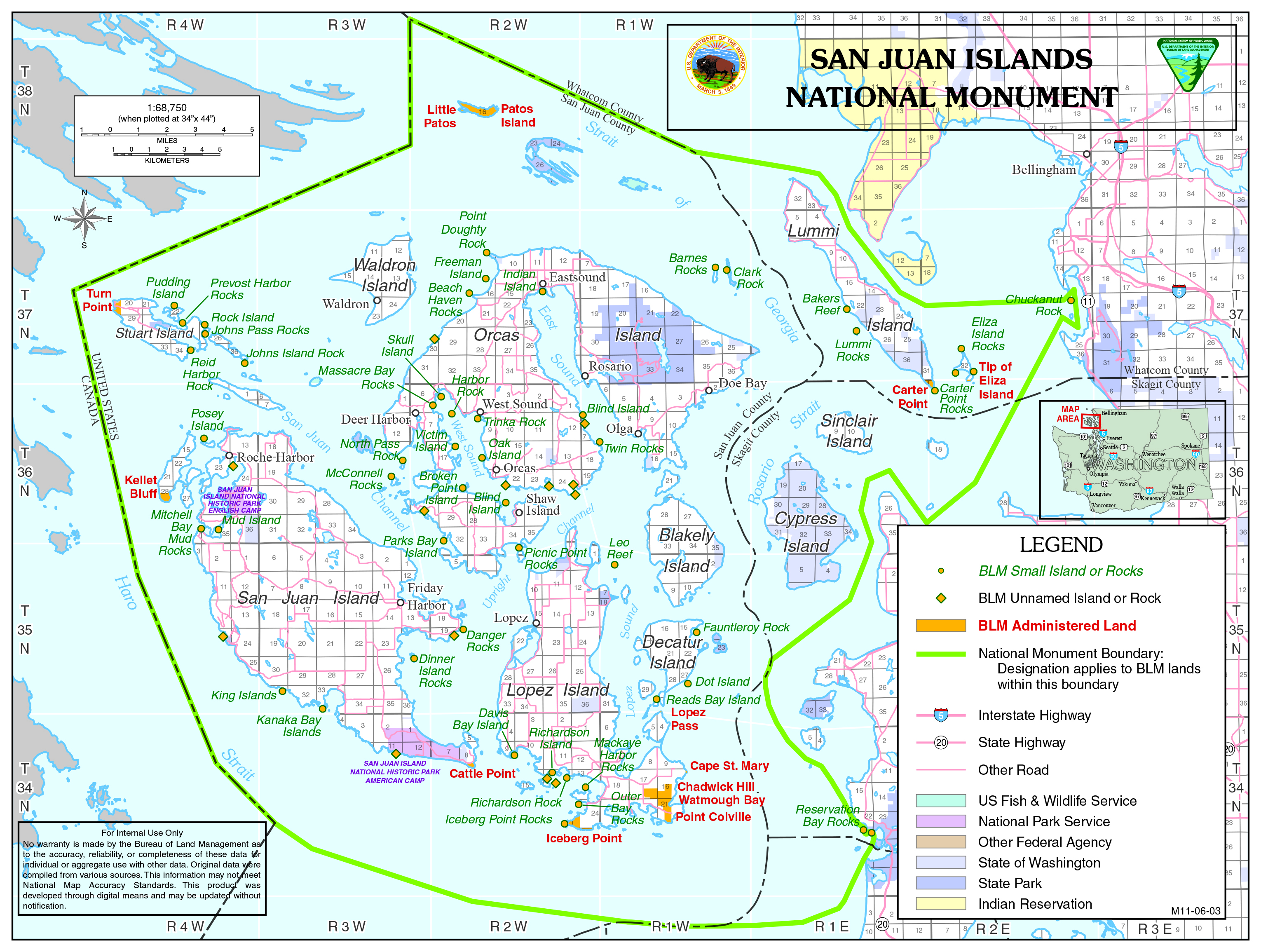
Karte San Juan Islands National Monument (Karte muss maximal vergrößert werden, um richtig sehen zu können)

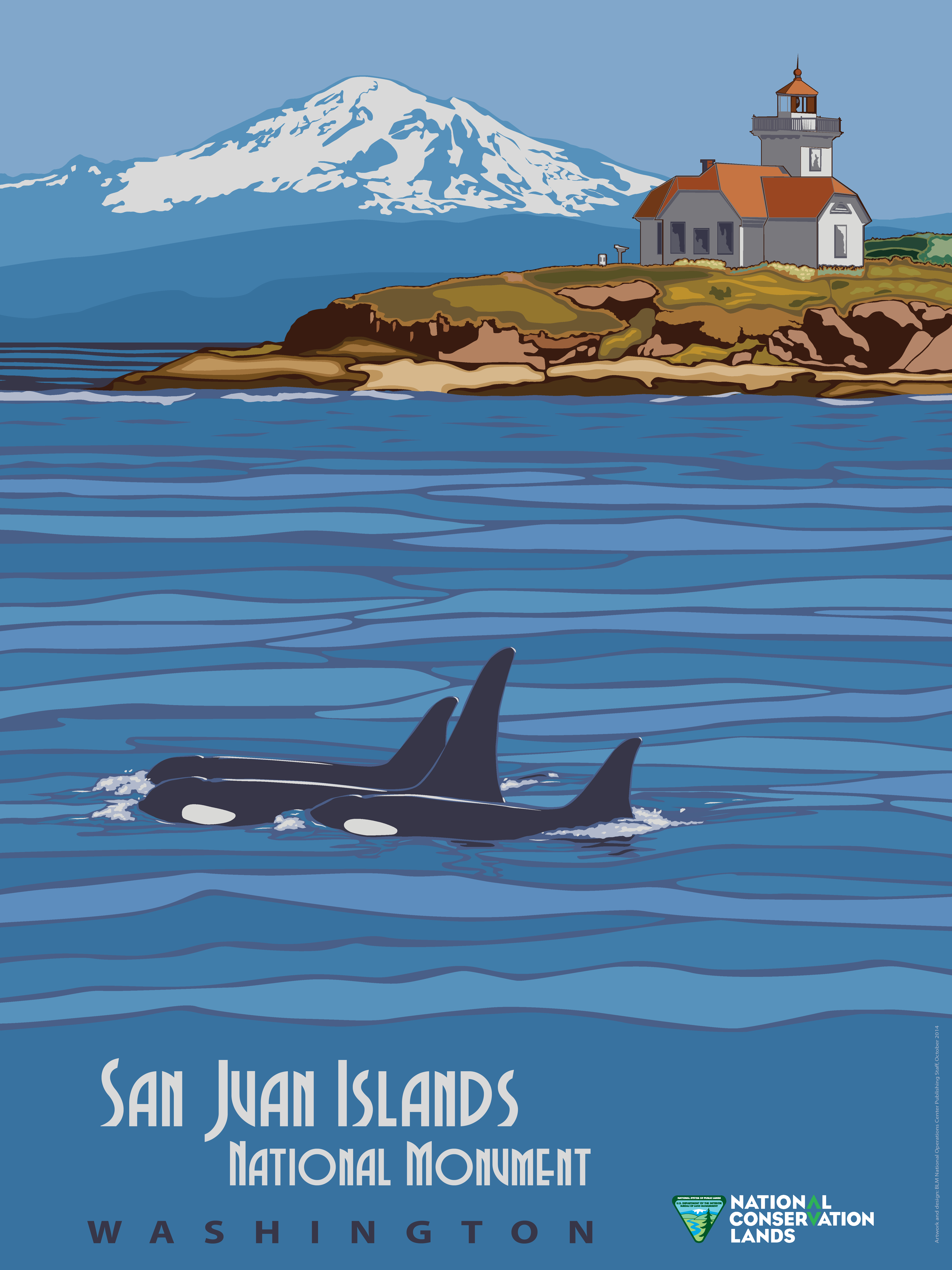
Poster vom San Juan Islands National Monument

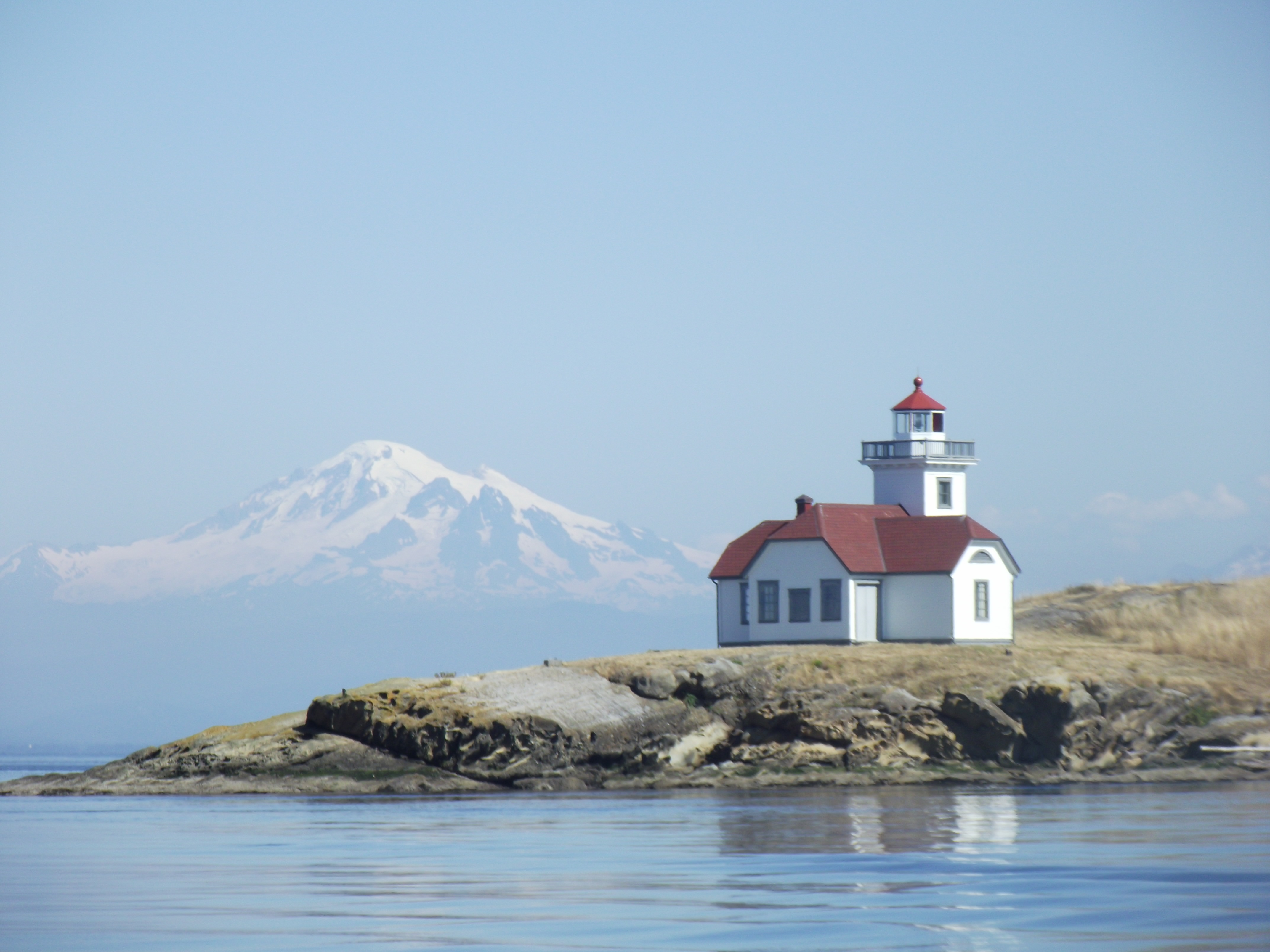
Patos Island Lighthouse

Das San Juan Islands National Monument ist ein US-amerikanisches National Monument in der Salish Sea auf den San Juan Islands im Nordwesten von Washington. Die Westgrenze des Monument ist gleichzeitig Grenze zu Kanada. Die 75 Teilflächen des Schutzgebietes liegen in den Counties San Juan County und Whatcom County auf 13 Inseln. Dabei liegen auf Lopez Island 16 Teilflächen, auf Decatur Island drei Teilflächen, auf San Juan Island 31 Teilflächen, auf Patos Island zwei Teilflächen, auf Stuart Island (Washington) zehn Teilflächen, auf Henry Island (Washington) eine Teilfläche, auf Sucia Island (Washington) eine Teilfläche, auf Matia Island eine Teilfläche, auf Clark Island (Washington) zwei Teilflächen, auf Orcas Island 19 Teilflächen, auf Shaw Island (Washington) fünf Teilflächen,  auf Fidalgo Island drei Teilflächen, auf Lummi Island drei Teilflächen und auf Eliza Island drei Teilflächen. Es wurde durch Präsident Barack Obama durch eine Presidential Proclamation am 25. März 2013 mit einer Flächengröße von 1000 Acres (400 ha) ausgewiesen. Das National Monument schützt archäologische Stätten der Küsten-Salish, Relikte der frühen weißen Siedler, zwei Leuchttürme und die Artenvielfalt der Inseln.

## Verwaltung und Flächenbesitz des National Monuments
Das San Juan Islands National Monument steht unter der Verwaltung des Bureau of Land Management (BLM). Die gesamten Flächen befinden sich im Bundesbesitz und wurde bereits vor der Ausweisung vom BLM betreut.

## Tier- und Pflanzenarten
Das Gebiet mit Wäldern, von denen einige Bäume mehrere hundert Jahre alt sind, Wiesen, Feuchtgebieten, Felsen, Steilküsten und Sandstränden hat eine große biologische Vielfalt. Zahlreichen Vogel-, Säugetier-, Fledermaus- und Insektenarten sind im Gebiet zu finden. Die Wiesen, welche durch natürliche Brände offen gehalten werden, sind Lebensraum seltener Pflanzenarten. Auch invasive Pflanzenarten sind in den Wiesen zu finden. An den Felsen kommen 200 Moosarten vor. Innerhalb des Schutzgebietes liegen auf den Inseln Lopez und Patos zwei Feuchtgebiete, welche die bedeutendsten Süßwasserlebensräume der San Juan Inseln darstellen.
Es finden sich verschiedene Arten von Meeressäuger, einschließlich Orcas, Robben und Schweinswale. Einheimische, terrestrische Säugetiere sind Maultierhirsch, Nordamerikanischer Fischotter und Mink. Es kommen Vogelarten wie Weißkopfseeadler und Wanderfalke vor. Der bedrohte Marmelalk lebt im Gebiet. Der Blaukehl-Hüttensänger wurde im Gebiet vom Menschen wieder angesiedelt. Der einst als ausgestorben geltende Marmorschmetterling ist derzeit auf eine kleine Population auf den San Juan Inseln beschränkt.

## Indianer im Gebiet
Archäologische Überreste von Dörfern und Lagern der Küsten-Salish bis zu 12.000 Jahre alt sind gefunden worden. Auch Verarbeitungsstätten wie Muschelmulden, Riffnetzstandorten und Grabstätten wurden lokalisiert. Auch zahlreichen Funde von Geweihkeilen, Knochen für Angelhaken und Geschossspitzen liegen vor.